# Мардер (БМП)
«Мардер» («Marder» — «Куница») — германская боевая машина пехоты (БМП).
Разработана в 1966—1969 годах немецкой фирмой Rheinmetall AG по заказу Бундесвера. Первый прототип был собран в конце 1969 года, производство продолжалось до 1975 года. Всего было построено около 2000 боевых машин. На время принятия на вооружение БМП «Marder» по параметрам защищённости превосходила все известные машины этого класса и обладала высокой скоростью движения по пересечённой местности, что позволяло ей действовать совместно с танками «Леопард» в качестве составной части ударной группы. С 2010 на смену «Мардеру» на вооружение ВС ФРГ постепенно вводится новая БМП Puma.

## История создания и производства

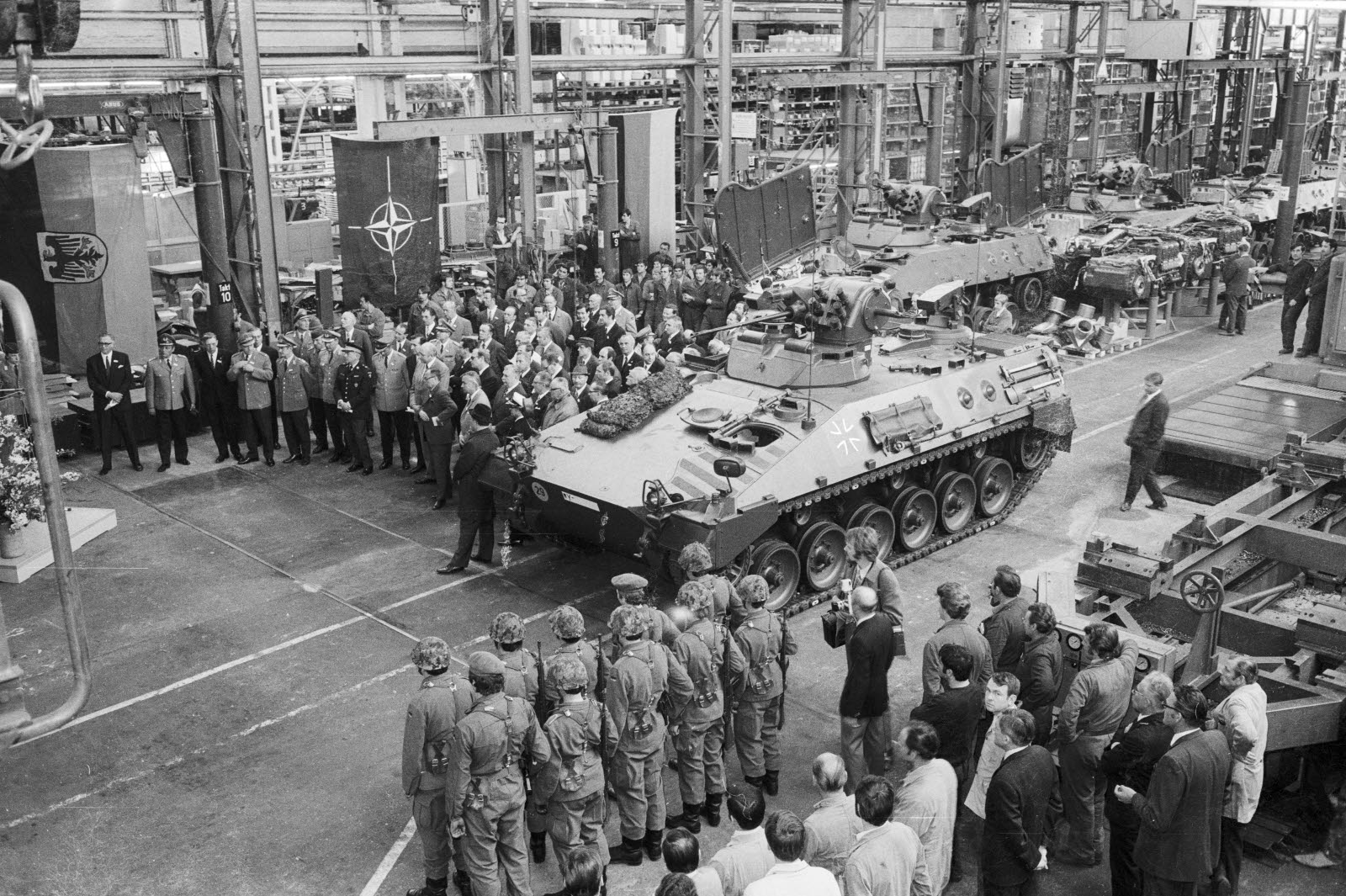
Процесс передачи изготовителем Maschinenbau Kiel AG Бундесверу первой БМП «Мардер», 7 мая 1971 года

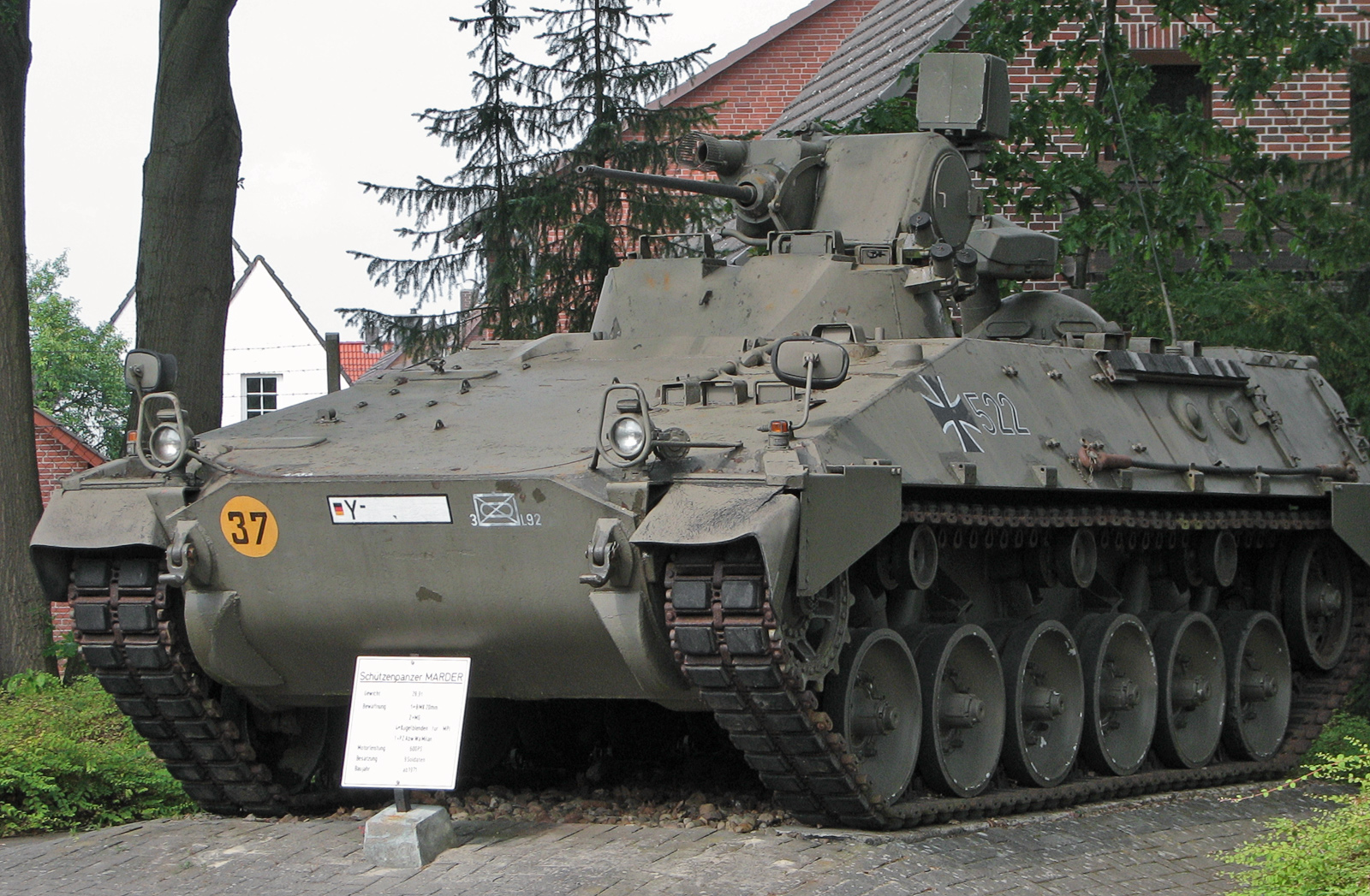
Прототип Marder 1 (1969 год). По бортам заметны шаровые амбразуры, устранённые на модификации Marder 1A3 в результате постановки бортовых экранов

В 1963 году на вооружение ВС ФРГ был принят основной танк «Леопард». В 1964 году появилась мотопехота на плавающих американских БТР М113, предназначенная для ведения боевых действий в высоком темпе, с форсированием водных преград с ходу. Уже к началу 1967 года 14 танковых батальонов перевели с американских танков М47 на «Леопард». БТР HS. 30 уже не мог решать задачи взаимодействия с танками «Леопард», имевшими скорость движения до 70 км/ч, а его вместимость была меньше численности мотопехотного отделения — 10 человек.
Параллельно с танком «Леопард» велась разработка боевой машины пехоты проекта Neu — «новая» для совместных действий с ОБТ. Причём согласовывались не только боевые свойства танка и БМП, но и вопросы материально-технического обслуживания. БМП проектировали те же фирмы, что создавали «Леопард» — Rheinmetall и Henschel-Werke. Разработка БМП заняла 9 лет. Первые образцы были показаны в 1960—1961 гг. Окончательный вариант был выбран в 1966 году, а в начале мая 1969-го БМП представили на полигоне Мюнстер военному руководству ВС ФРГ. Машина получила название «Мардер». На производство было ассигновано 1,8 млрд. марок. Генеральным подрядчиком была выбрана Rheinmetall — в Касселе, второй фирмой стала «Maschinenbau» в Киле. Производство началось в конце 1969 года и велось на двух сборочных линиях со средним темпом 55 машин в месяц. До 1975 года фирмы выпустили соответственно 1759 и 977 БМП.

## Конструкция

### Броневой корпус и башня
Броневой корпус сварной, выполнен из бронелистов стали XH-113 (типа 48ХМФА) толщиной до 45 мм. Также использованы несколько других марок броневой стали с иными соотношениями твёрдости и ударной вязкости. Корпус полностью герметизирован (личный состав может находиться внутри машины в течение 24 часов). Башня сварной конструкции, изготовлена из стальной брони, при этом уровень защиты может быть усилен. В кормовом листе предусмотрена дверца, позволяющая осуществить быструю посадку и высадку десанта при движении машины.

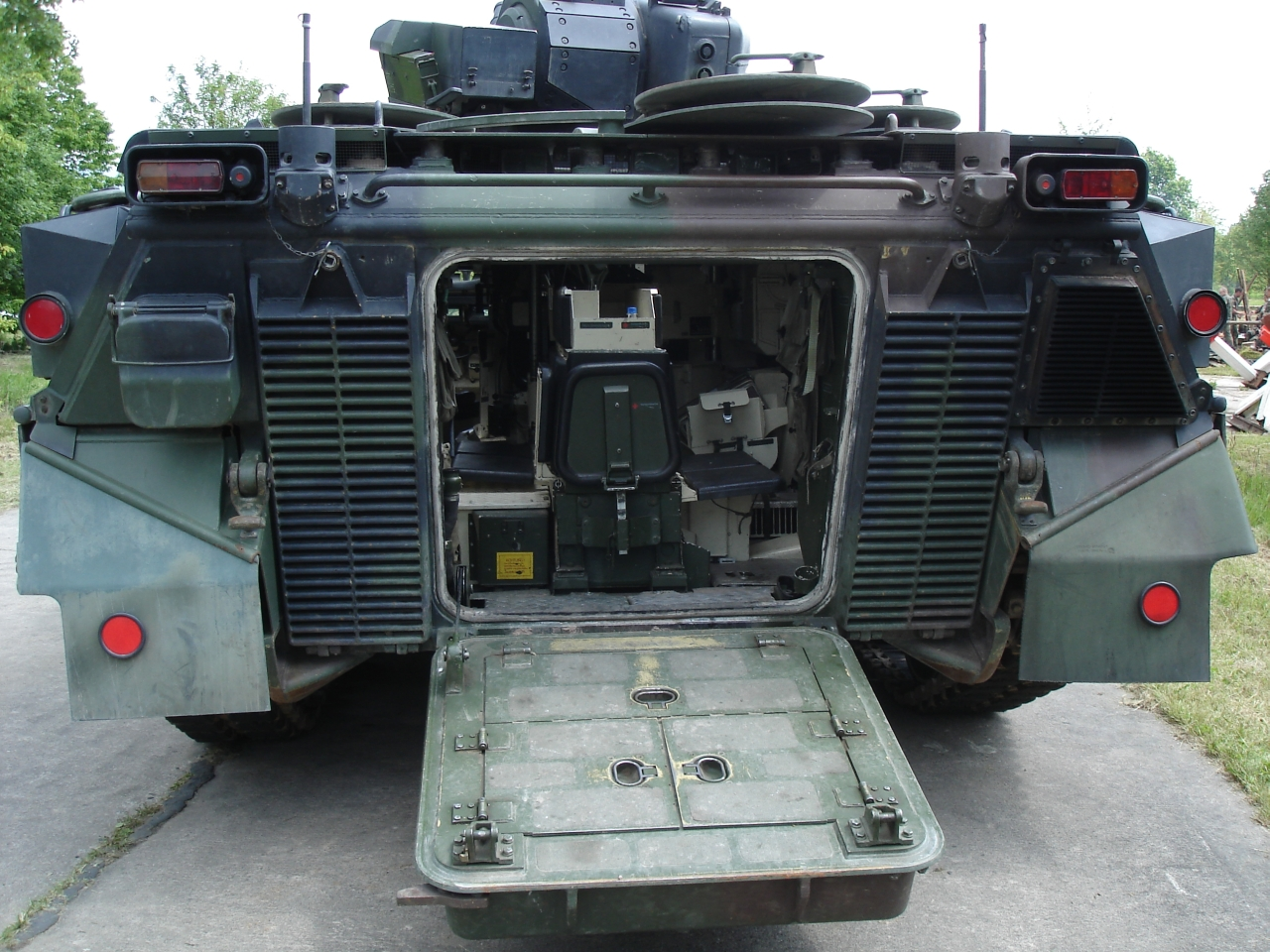
Marder 1A3 вид со стороны кормы. Разнесённое бронирование надгусеничных ниш, откидной аппарели, крыши корпуса и сдвижных крышек люков

В период 1989–1998 годов проведена программа модернизации машины до уровня A3, в рамках которой компания Тиссен-Хеншель получила контракт сроком на 10 лет на модернизацию 2100 машин серий Marder 1 A1/A2 до уровня A3 с темпом 220 машин в год. Первая партия Marder 1A3 поступила на вооружение сухопутных войск 17 ноября 1989 года.
Целевое назначение программы модернизации — повышение уровня защищённости экипажа и десанта с обеспечением непоражаемости БМП в переднем секторе обстрела от бронебойных подкалиберных снарядов с отделением типа APDS 30-мм пушки 2А42 — основного вооружения советской БМП-2. Модернизация БМП включала: доработку корпуса и башни с установкой дополнительной пассивной защиты общей массой 1600 кг (при этом общая масса машины увеличилась на 5,5 тонн), в частности листов-экранов толщиной от 8 до 15 мм из стали высокой твёрдости, установленных на резиновых опорах-амортизаторах, с образованием разнесённых преград; конформных навесных броненакладок по всему периметру башни, продольных коробчатых бронеконструкций трапециевидного сечения по обеим сторонам корпуса, и дополнительной брони крыши для защиты от боевых элементов кассетных боеприпасов. Выполнена перекомпоновка десантного отделения и башни. Боевая масса машины увеличена до 35 т.
Вместимость машины — 10 человек, в том числе три члена экипажа, двое из которых (командир и наводчик) находятся в башне, а механик-водитель впереди корпуса слева (по ходу движения). Боевое отделение находится в средней части корпуса.

### Вооружение

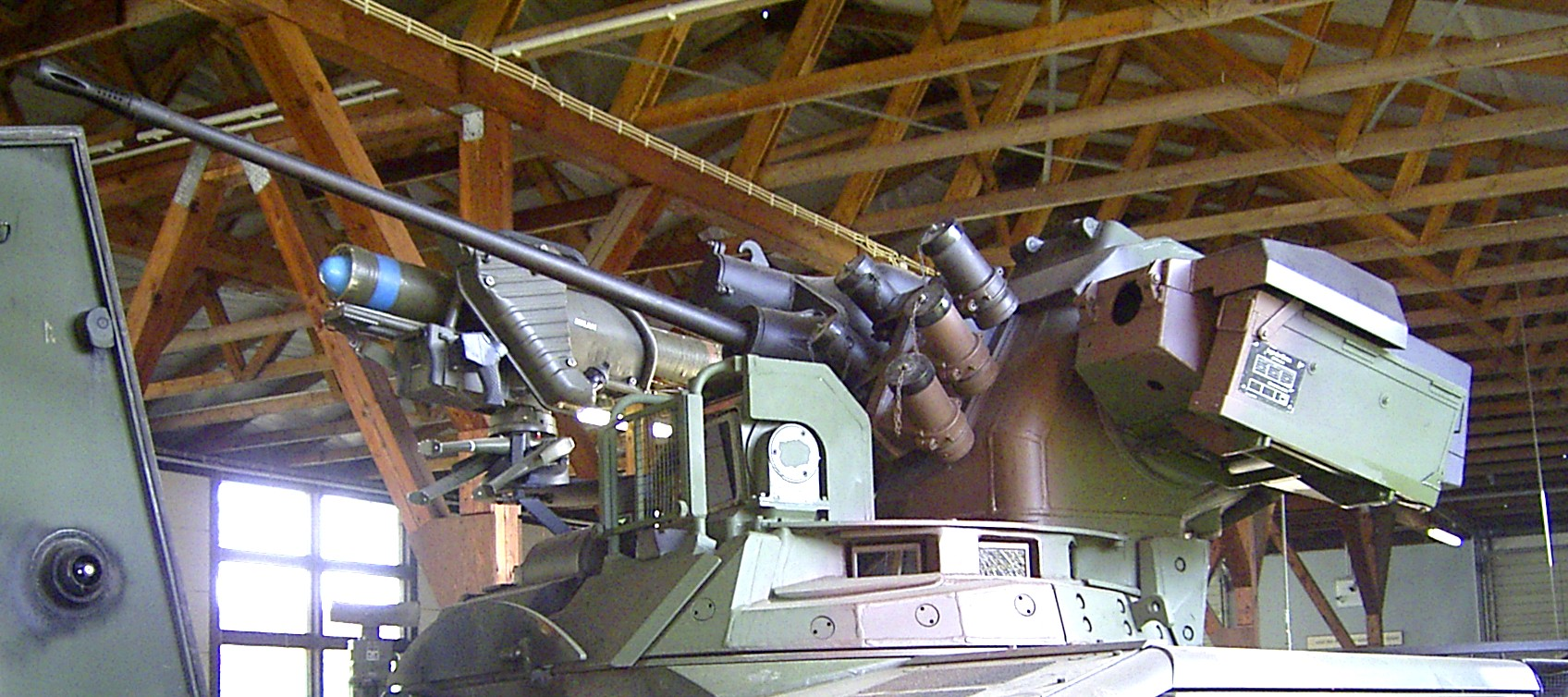
Башня Мардер 1А3 с конформными броненакладками по периметру. Комплекс вооружения в составе пушки Rh202, ПТРК «Милан» и оптических прицелов

БМП вооружена 20-мм автоматической пушкой RH 202 и спаренным с ней 7,62-мм пулемётом MG. 3, установленным на лафете сверху двухместной башни. Пушка Rh 202 заряжается патронами 20×139 мм. Ещё один 7,62-мм пулемёт MG. 3A1 расположен на крыше десантного отделения и имеет дистанционное управление. В 1979 г. прошла испытания опытная Marder с башней, стабилизированной в трёх плоскостях.
Для двухместной башни Marder 2 фирма Rheinmetall AG разработала пушку Rh 503 со сменным стволом калибра 35 и 50 мм и элементами механизма питания. Пушка имеет электромеханические приводы системы перезаряжания, переменный темп стрельбы 150 и 400 выстр/мин и двустороннее беззвеньевое питание. 35-мм ствол предполагалось использовать для учебно-тренировочных, а 50-мм — для боевых целей. С пушкой спарен 7,62-мм пулемёт. Также слева на башне может крепиться гранатомёт «Panzerfaust 3» с дальностью стрельбы до 1 000 м, однако стрельба из него требует остановки, выхода гранатомётчика из машины и снятия РПГ с крепления. Поэтому используется очень редко.

### Средства наблюдения и связи
По германской традиции «Мардер» обильно снабжён приборами наблюдения. Механик-водитель кроме трёх призменных блоков имеет съёмный подсветочный ПНВ, работающий на расстоянии до 50 м. На марше он использует два складных зеркала заднего обзора. По периметру башенки командира установлено 8 смотровых блоков. В распоряжении наводчика три призменных блока, установленных на левом борту башни у стыка с её крышей. У каждого стрелка — свой призменный смотровой блок. С левой стороны лафета на особой штанге укреплён прожектор инфракрасного и белого света, действующий соответственно на расстоянии до 800 и до 1 000 м. Две фары установлены впереди на лобовом листе. На корме укреплены светоотражатели и габаритные огни. Последние расположены так, чтобы по степени их различимости водитель идущей сзади машины мог определить дистанцию на марше ночью или в тумане. В систему управления огнём БМП входит новый дневной/ночной прицел командира со встроенным тепловизором и лазерным дальномером, прицел наводчика и электронный баллистический вычислитель.

### Двигатель и трансмиссия
В моторно-трансмиссионном отделении установлен четырёхтактный шестицилиндровый V-образный многотопливный дизель МВ833 Еа-500 фирмы «Даймлер-Бенц» с турбонаддувом. Мощность 600 л.с. при 2 200 об/мин, степень сжатия — 19,5. В боевом и десантном отделениях установлены три топливных бака общей ёмкостью 652 л. Этого хватает на 520 км движения по шоссе, а по хорошим дорогам Германии — до 600 км. Система смазки — с сухим картером.
Гидромеханическая трансмиссия HSWL-194 «Ренк», установленная перед двигателем, включает гидродинамический трансформатор и гидростатический редуктор, смонтированные в едином блоке. Коробка передач-планетарная, с гидротрансформатором на входе и механизмом реверса. Наличие гидротрансформатора снижает нагрузки на детали и узлы трансмиссии, но при этом он обладает невысоким КПД, даёт дополнительное тепловыделение и снижает запас хода, поэтому он включается только для трогания с места, в тяжёлых дорожных условиях и при переключении передач, а в остальных режимах блокируется. КПП обеспечивает 4 передачи вперёд и назад, переключение производится электрогидравлическим приводом.

### Ходовая часть
Гусеницы с резино-металлическими шарнирами, подвеска торсионная с гидроамортизаторами. При создании ходовой части использовались элементы шасси танка «Леопард-2». Управление — рулевым колесом автомобильного типа. Бесступенчатый механизм поворота позволяет достаточно плавно изменять радиус поворота машины. Гидротрансформатор, планетарные механизмы поворота и сервоприводы значительно облегчают работу механика-водителя.
Мардер укомплектован кондиционером и противопожарным оборудованием с двумя баллонами двукратного тушения — первое включается по сигналу термодатчиков, второе от ручного выключателя на щитке управления. Питание электросети машины — от генератора мощностью 9 кВт и шести аккумуляторных батарей общей ёмкостью 300 Ач, напряжение бортовой сети — 24 В. На нижнем лобовом листе и корме имеются буксирные крюки с замками, над кормовой дверью — скоба-поручень для облегчения посадки.

## Боевое применение
С 2009 по 2011 годы Бундесвер использовал не менее 20 БМП «Мардер» в боевых действиях в Афганистане. Несмотря на свой преклонный возраст и совершенно иную концепцию боевого применения, Мардер смог зарекомендовать себя в зарубежных операциях Бундесвера в различных климатических условиях и с различной интенсивностью боевого применения. Среди солдат «Мардеры» пользовались большой популярностью из-за высокой огневой мощи, броневой защиты и надёжности.

## Модификации

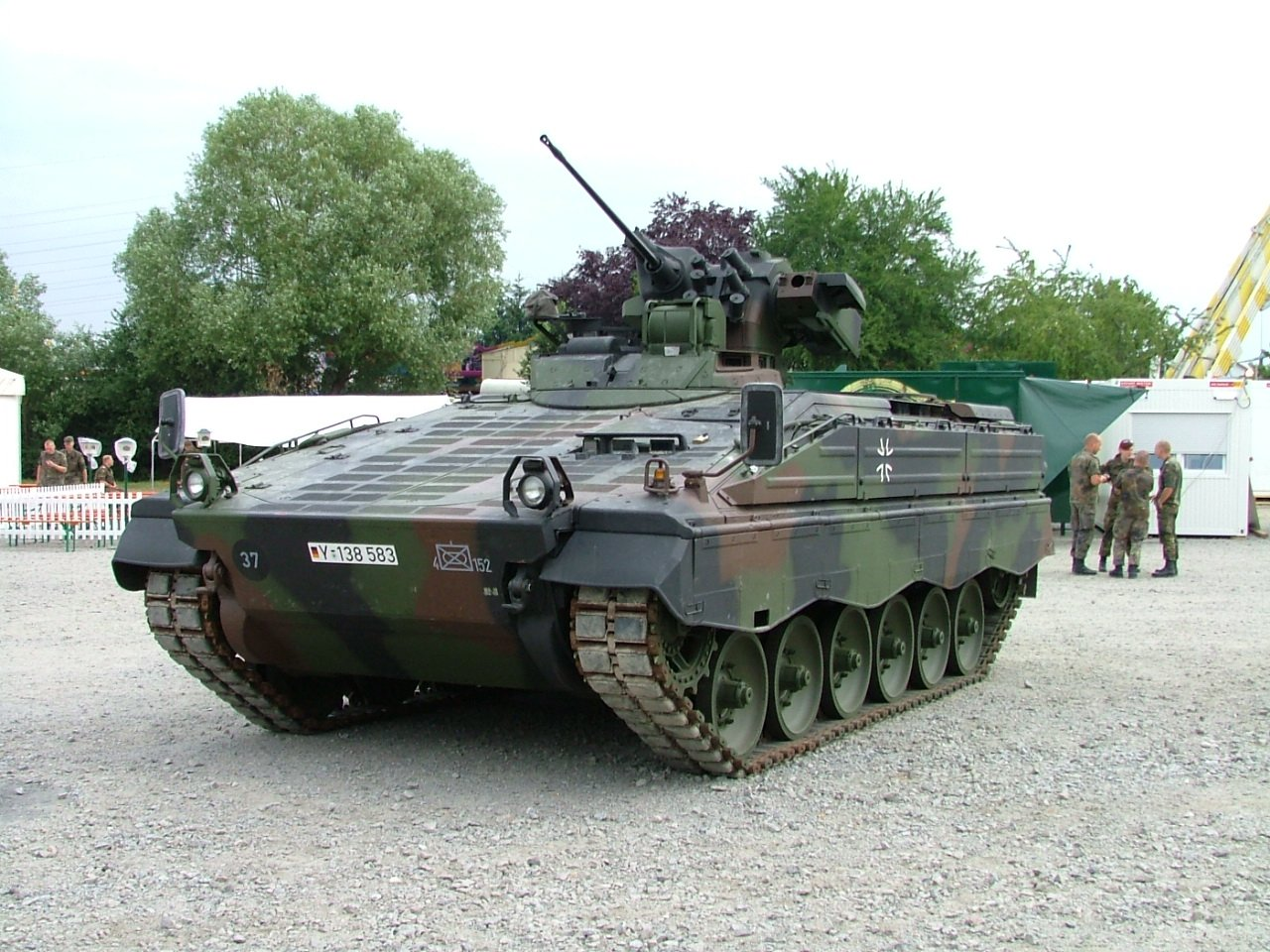
«Мардер» 1A3

- SPz NEU — десять предсерийных образцов, выпущенных в период с октября 1968 по март 1969 года. Оснащены шестицилиндровым многотопливным двигателем «Даймлер-Бенц» MB833Ea (600 л.с.).
- «Marder» (после 1985 года название изменено на «Marder-1») — первая серийная модель, производилась с 1970 по 1975 год (всего выпущено 2 136 машин). Боекомплект изначально составлял 1250 20-мм патронов и 2500 патронов к пулемётам.
- «Marder» с установленной на башне пусковой установкой ПТУР «Милан». Модификация разработана в 1975 году, в период с 1977 по 1979 годы ПТУР были установлены на все 2136 машин. В боекомплект включены шесть ПТУР «Милан».
- Marder 1 A1 — модернизированный вариант, разработанный в 1979—1980 годы и поставленный в производство в 1981—1982 годы. Электромеханический механизм поворота башни был заменен на более мощный. 20-мм пушка была снабжена механизмом селективного питания, позволяющим переходить от ведения огня осколочно-фугасными снарядами к стрельбе бронебойными снарядами. В боекомплект пушки был введен выстрел с бронебойным подкалиберным снарядом DM63, кроме того, боекомплект был увеличен до 1284 выстрелов (из них 317 бронебойных). Около 1000 машин планировалось оснастить пассивным инфракрасным прицелом с тепловизионным индикатором[10], однако фактически он был установлен на 674 машины.
- Marder 1 A1A3 — Marder 1 A1 оснащен новой радиостанцией с криптографической защитой SEM 80/90.
- Marder 1 A2 — вариант модернизации, проведенной в 1984—1991 годы.
- Marder 1 A2A1 — Marder 1 A2 с новой радиостанцией SEM 80/90.
- Marder 1 A3 — модификация 1989 года.[11] Масса бронирования увеличена на 1600 кг с целью:

- обеспечения непоражаемости машины в переднем секторе обстрела БПС снарядами 30-мм пушки БМП-2;
- для усиления защиты горизонтальных поверхностей (крыши корпуса и башни) от поражения кумулятивными боевыми элементами кассетных боеприпасов за счёт использования разнесённой брони.
- Marder 1 A4 — вариант Marder 1 A3 с новой радиостанцией с криптографической защитой SEM 93.
- Marder 1 A5 — модернизированный вариант Marder 1 A3, разработанный в 2003–2004 гг. Установлена дополнительная противоминная защита, полностью изменён интерьер с целью уменьшения повреждений экипажа и десанта при подрыве на мине. В ходе модернизации было обновлено 74 машины Marder 1 A3.
- Marder 1 A5А1 — модернизированный вариант Marder 1 A5, разработанный в 2010–2011 гг. Установлена система кондиционирования воздуха, мультиспектральное камуфлирование корпуса и системы РЭБ. Модернизации подверглось порядка 35 машин.

Также, на базе «Marder» были созданы и приняты на вооружение ВС ФРГ:
- самоходный ЗРК Roland с двумя ракетами в положении готовности и восемью в резерве
- машина наблюдения с радаром на гидравлически управляемом основании.

## На вооружении
- Германия: 258 единиц Marder 1A3/A4 и 72 единицы Marder 1A5 по состоянию на 2024 год[12].
- Греция: 40 единиц Marder 1A3 по состоянию на 2024 год[13].
- Индонезия: 42 единицы Marder 1A3 по состоянию на 2018 год[14].
- Иордания: 16 единиц Marder 1A3 по состоянию на 2018 год[15].
- Чили: 173 единицы Marder 1A3 по состоянию на 2018 год[16].
- Украина: 55 единиц Marder 1A3 по состоянию на 2024 год[17]. Стоят на вооружении 25-й овдбр, 80-й, 82-й и 95-й одшбр[18][19][20].

### Комментарии
1. ↑  Существующий парк «Мардеров» предполагается отправить на Украину[3].